# Wu Li

Wu Li, Sosnowy wiatr znad tysięcy dolin, ze zbiorów Cleveland Museum of Art

Wu Li (chiń. upr. 吴历; chiń. trad. 吳歷; pinyin Wú Lì; ur. 1632, zm. 1718), znany też jako Wu Yushan (吴漁山), pseudonim Mojing Daoren (墨井道人) – chiński malarz z okresu wczesnej dynastii Qing. 
Pochodził z Changzhou w prowincji Jiangsu, był najmłodszym z trójki rodzeństwa. W młodości uczył się malarstwa, poezji i kaligrafii. Zaliczany jest do „sześciu mistrzów epoki Qing”, podobnie jak pozostali artyści z tego grona naśladował twórczość mistrzów poprzednich epok, szczególnie tych tworzących w epoce Song. Przedstawiał realistyczne, utrzymane w ekspresyjnym stylu pejzaże górskie. Góry i skały na obrazach Wu piętrzą się w wertykalnych kompozycjach, tworząc niekiedy złożone i zawiłe formy.
Około 40. roku życia dokonał konwersji na katolicyzm i wstąpił do konwentu jezuitów w Makau, gdzie przez 8 lat studiował teologię. W 1688 roku otrzymał święcenia kapłańskie. Przybrał wówczas imię Simon à Cunha. Przez resztę życia prowadził działalność misjonarską na terenie prowincji Jiangsu. Zmiana wiary nie wywarła jednak wpływu na twórczość Wu, wciąż malował klasyczne chińskie pejzaże, bez wpływów malarstwa europejskiego.